# 岡山の時鐘堂

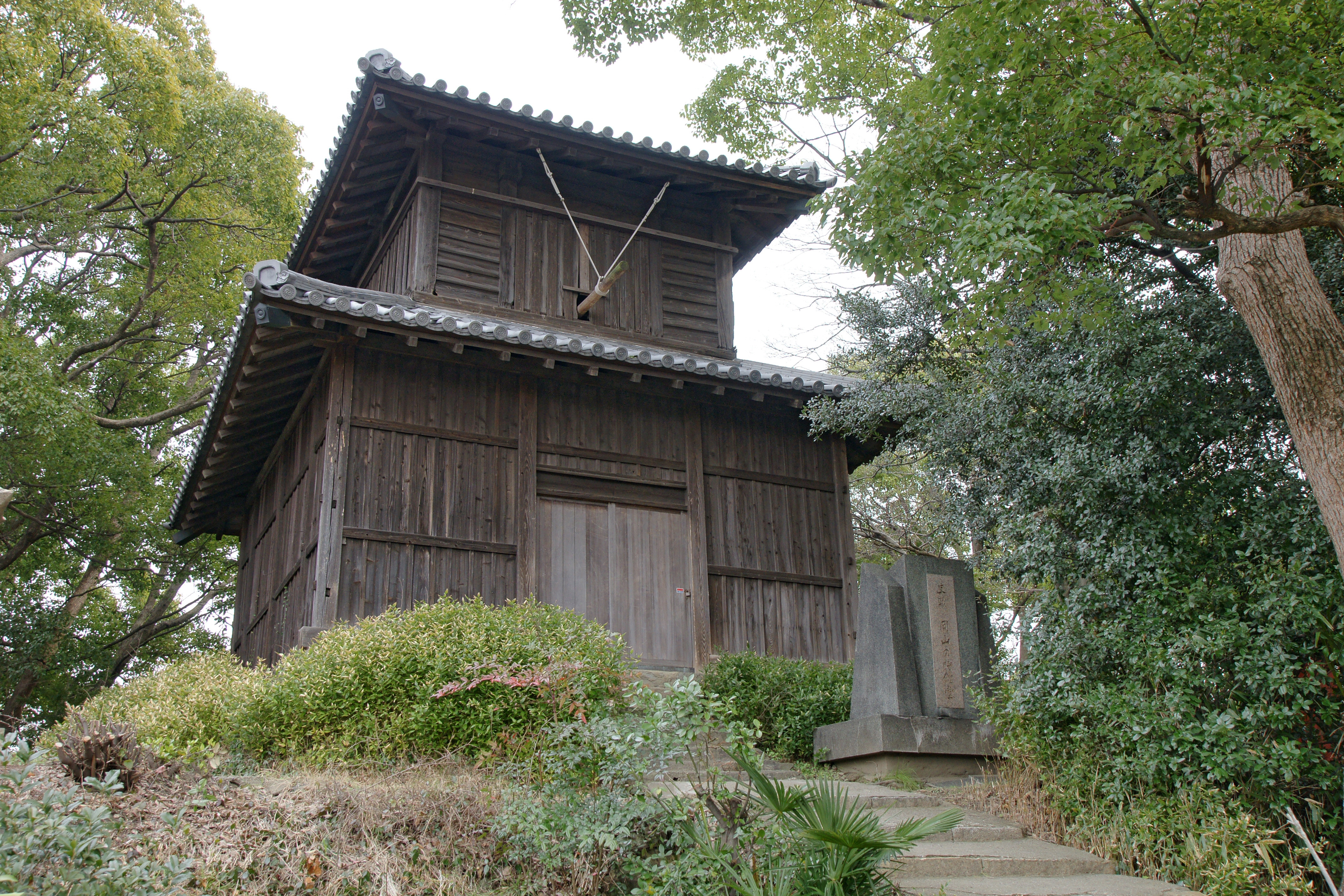
正面外観

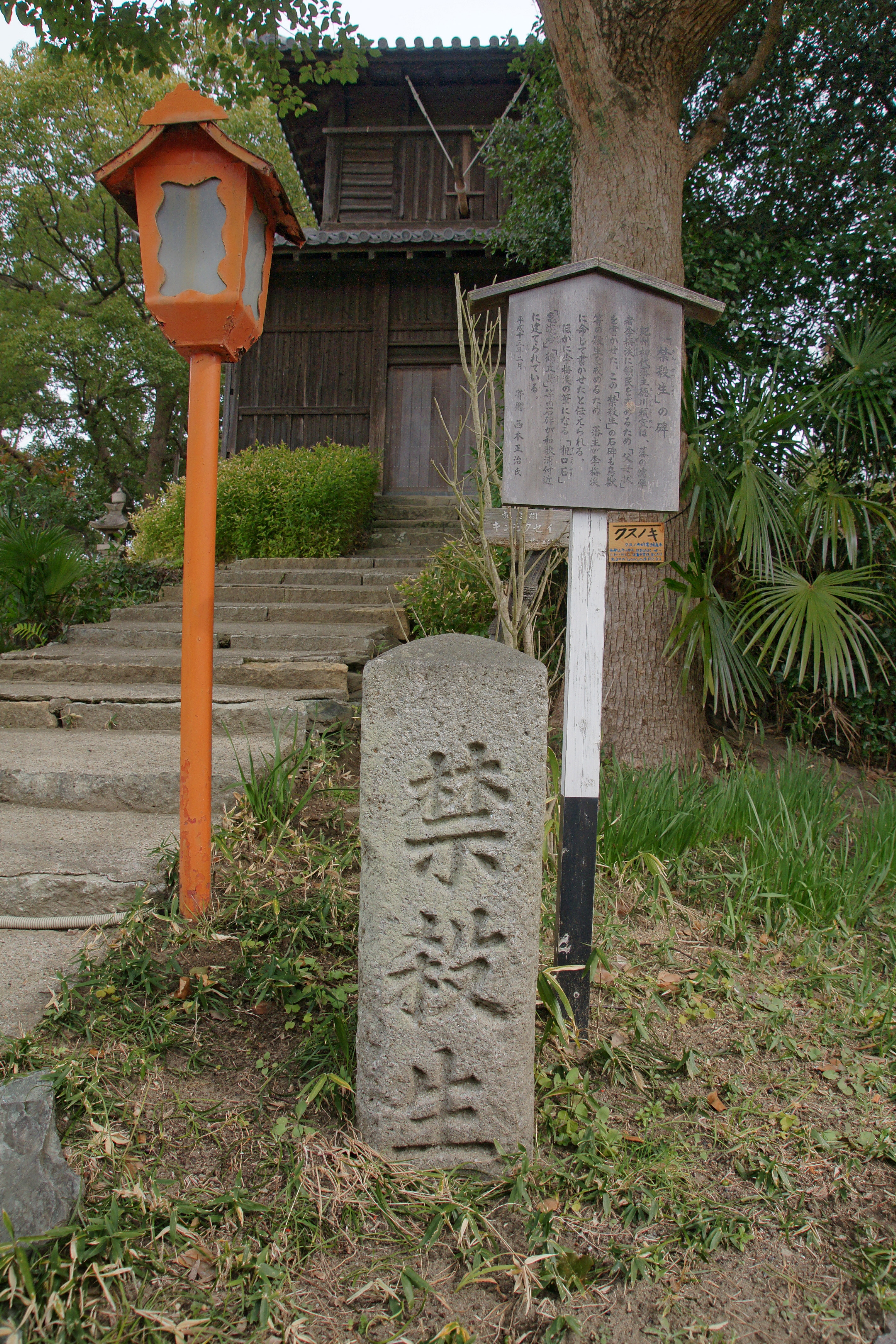
「禁殺生」 の石碑

岡山の時鐘堂（おかやまのじしょうどう）は和歌山県和歌山市にある江戸時代建築の鐘楼。和歌山県指定文化財史跡。

## 概要
1712年（正徳2年）、和歌山城の西側に隣接する小高い丘上（現在の和歌山県立近代美術館の東側）に紀州藩5代藩主徳川吉宗の命により設置された鐘楼である。鐘楼は2階建ての堂の形式で建物高さは8メートルを超える。2階の大梁に吊下げられている梵鐘は、1615年（元和元年）の大坂夏の陣における豊臣方の青銅製大筒を紀州藩が取得し砲術家勝野五兵衛が管理していたものを2代藩主徳川光貞が粉河の鋳物職人蜂屋安右衛門に命じて改鋳させたとされる。堂前にある「禁殺生」の石碑は、初代藩主徳川頼宣が儒学者李梅渓(1617年-1682年)に命じて書かせたと云われている。
藩政時代にわたって時刻および非常事態を城下に知らせていた施設で、明治維新後も1921年（大正10年）3月末まで時報として鳴らされていた。その後は長らく打鐘されなかったが、終戦3周年にあたる1948年（昭和23年）8月15日に和歌山ユネスコ協力会（現和歌山ユネスコ協会）により「平和の鐘」打鐘会が開始された。この会は時鐘堂から全国に広がり、2000年に始まった日本ユネスコ協会連盟の「平和の鐘を鳴らそう！」運動へと発展している。

## 催事
- 除夜の鐘つき - 12月31日22:30～1月1日2:00頃

## 建築概要
- 竣工 - 1712年（正徳2年）
- 構造 - 木造、地上2階建
- 規模 - 間口5.95メートル、奥行き5.97メート、高さ8.27メートル。（鐘の高さ1.33メートル、直径0.97メートル）
- 所在地 - 和歌山県和歌山市吹上1丁目4－19
- 備考 - 和歌山県指定文化財史跡（1958年4月1日指定）

## 交通アクセス
- 和歌山駅、和歌山市駅から和歌山バスで「県庁前」下車、徒歩約3分